# Trucksville
 (août 2025).
Trucksville est une census-designated place située dans le comté de Luzerne, dans l’État de Pennsylvanie, aux États-Unis. Lors du recensement de 2020, elle compte 2 174 habitants.